# 镇压反革命运动
镇压反革命运动，简称鎮反运动，是中华人民共和国成立之后的1950年代初，由中国共产党中央委员会主席毛泽东主持下在全国范围内对中华民国政府及中国国民党残余势力、特务以及傳統會黨、幫派、土匪等地方武装势力进行清查和镇压的大规模政治运动。具体方式包括死刑、送监等。据中华人民共和国政府和中国共产党于1954年的官方统计，镇反运动中共有260余万人被捕、130余万人被监禁、71.2万人被处决。1996年的官方文件显示镇反运动镇压了157万多人，其中87.3万余人被判死刑。外界则估计有100-200万人遭处决。中国共产党通过镇压反革命运动巩固了政权，为第一个五年计划的开展奠定了基础。

## 历史背景
中华人民共和国成立初期，中国大陆的国民党残余势力成为对共产党新政权的主要抵抗力量。中国官方称为“中华人民共和国成立后，国民党有计划地潜伏和残留在大陆上的土匪、恶霸、特务、反动党团骨干、反动会道门头子和其他反革命分子约有300余万人。他们不甘心自己的灭亡，继续与人民为敌，进行刺探情报，破坏工厂，捣毁铁路，抢劫物资等活动，甚至进行反革命武装暴乱”。这种情况在朝鲜战争后更加严重。
据新华社2001年6月19日发表的电讯《土地改革和镇压反革命运动》以及周良书所著书籍《中国人民站起来了》等介绍，1950年春天到秋天的半年多时间中，仅中国大陆官方就统计到近四万名的干部和群众积极分子被杀害。據中共官方說法，在西南川、康、云、贵各省，连续有土匪发动大规模武装暴乱造成县、区、乡各级政权几乎全都被毁，军粮征集、重灾区救济粮款的调配以及农村减租减息等处于瘫痪状态。仅广西一省，人民政府的干部被杀害者即有三千余人。1950年前8个月，中国大陆铁路网遭受了401次破坏，造成大量的机车、火车车厢和桥梁被损毁，另有412次未遂破坏。

## 发展过程

### 1950年
中共中央主席毛泽东认为：华东地区多数都是用比较和平的方法分配土地的，匪首恶霸特务杀得太少。根据毛泽东的建议，1950年2月，中共中央专门召开会议讨论了处决人犯的比例问题，“决定按人口千分之一的比例，先杀此数的一半，看情形再作决定”。1950年3月，中共中央发出《关于剿灭土匪建立革命新秩序的指示》和《关于镇压反革命活动的指示》，动用军队开始“全国大剿匪”及镇反运动。但中共政权刚刚上台，西南华南许多地区尚未占领，财政金融混乱，经济恢复的任务相当繁重，加之还要进行的土地改革，毛泽东等中央领导对大规模的“镇压反革命”非常之谨慎。对于土改，毛提出暂时不动富农的土地，他说：“过去北方土改，是在战争中进行的，战争完全掩盖了土改空气，现在基本上已无战争，土改就显得特别突出，给予社会的震动特别显得重大，地主叫唤的声音将特别显得尖锐。如果我们暂时不动半封建富农，待到几年之后再去动他们，则将显得我们更加有理由，即是说更加有政治上的主动权。”“民族资产阶级是与土地问题密切联系的，为了稳定民族资产阶级起见，暂时不动半封建富农似较妥当。”

1950年6月，中共七届三中全会提出当前一切工作的重心是“为国家财政经济状况的基本好转而斗争”。毛解释说：“我们已经在北方约有一亿六千万人口的地区完成了土地改革。今年秋季，我们就要在约有三亿一千万人口这样广大的地区开始土地改革，推翻整个地主阶级。在土地改革中，我们的敌人是够大够多的。”毛泽东还提到中共胜利引起了社会经济改组，战争已经带来了很多破坏，许多人对我们不满。因此，目前我们的首要任务，在城里是“要合理地调整工商业，使工厂开工，解决失业问题，并且拿出二十亿斤粮食解决失业工人的吃饭问题，使失业工人拥护我们”。同时“通过合理调整工商业，调整税收”，改善同“民族资产阶级”的关系。通过举办各种大学和使用知识分子，使他们不反对我们。而在农村，则是要通过减租减息、剿匪反霸、土地改革，使广大农民拥护我们。总之，“就是要把人民中间不满意我们的人变成拥护我们”，至少不要使他们反对我们。
1950年10月8日，毛泽东发布命令，组成中国人民志愿军，准备入朝作战。10月9日，毛泽东将罗瑞卿、彭真等人叫到中南海，要求他们连夜起草一份镇压反革命的文件，这就是著名的《关于镇压反革命活动的指示》，即“双十指示”。毛泽东认为，现在抗美援朝战争打起来了，财经问题基本解决了，因此，“不要浪费了这个时机，镇压反革命恐怕只有这一次，以后就不会有了。千载难逢，你们要好好运用这个资本，不仅是为了杀几个反革命，而更主要的是为了发动群众。”刘少奇说，“抗美援朝很有好处，使我们的很多事情都好办（如搞土改，订爱国公约，搞生产竞赛、镇反等）。因为抗美援朝的锣鼓响起来，响得很厉害，土改的锣鼓、镇反的锣鼓就不大听见了，就好搞了。如果没有抗美援朝的锣鼓响得那么厉害，那么土改(和镇反)的锣鼓就不得了了。这里打死一个地主，那里也打了一个，到处闹”，“很多事情不好办”。在毛泽东的亲自主持下，于1950年10月10日通过了《关于镇压反革命活动的指示》（双十指示），开始在全国范围内大规模开展镇反运动。1950年10月16日至21日在北京召开第二次全国公安会议，传达贯彻中央关于镇压反革命的指示，部署在全国范围内开展镇压反革命活动；罗瑞卿在会议上做报告说，会门（以一贯道為主）是當時最大的反革命组织，中共在东北已从组织上打垮会门，华北已进行过若干重点取缔，但潜伏势力依然存在。接下來中共在老區要直接鎮壓會門，在新區則先針對會門領袖，為直接鎮壓製造條件。
双十指示发布前后，各地出现各种暴动。

### 1951年
1951年1月17日，毛泽东参考对比了华北和中南部分地区镇反的成效后，在《关于对反革分子必须打得稳打得准打得狠的电报》中要求加大镇反力度。
鉴于镇反运动开始时候缺乏必要的法律依据，1951年2月20日中央人民政府委員會颁布《中华人民共和国惩治反革命条例》，规定只要有勾结帝国主义，策动、勾引、收买公职人员、武装部队或民兵叛变，持械聚众叛乱，参加特务或间谍组织，以反革命为目的组织或利用会门，抢劫、破坏公私财产和公共设施，投毒杀人，伪造公文证件，煽动群众对抗政府和挑拨团结，制造散布谣言，以及偷越国境、劫狱越狱、窝藏包庇反革命罪犯等行为，甚或意图之一者，不论“已遂”、“未遂”，均可定为“反革命罪”。
这使得“反革命罪”的解释变得更宽泛，处刑标准有了更大的自由度。毛泽东等中共领导人曾发出指示要求将镇压对象“必须严格限制在匪首、惯匪、恶霸、特务、反动会门头子等项范围之内，不能将小偷、吸毒犯、普通地主、普通国民党党团员、普通国民党军官也包括在内”。但是由于缺乏明确的量刑标准和法律审判程序，加之地方政府为了完成中央的杀人指标，这一指示某种程度上成为一纸空文。镇反运动不可避免地、极其严重地扩大化，出现了大量冤假错案。
1951年2月12日，毛泽东致电南京、上海方负责人：“上海是一个600万人口的大城市，按照上海已捕20000余人仅杀200余人的情况，我认为1951年一年之内至少应当杀掉罪恶大的匪首、惯匪、恶霸、特务及（道）会门头子3000人左右。而在上半年至少要杀掉1500人左右。这个数字是否妥当，请你们加以斟酌。南京方面，据2月3日柯庆施同志给饶漱石同志的电报，已杀72人，拟再杀1500人，这个数目太少。南京是一个50万人口的大城市，国民党的首都，应杀的反动分子似不止2000余人……南京杀人太少，应该在南京多杀！”
1951年3月18日，毛泽东發表《转发黄敬关于天津镇反补充计划的批语》。
1951年4月30日，毛泽东批示提出“死缓”。 
1951年5月8日，此意见在中共中央通过的决定中被正式表达；由此发明了“死缓”这一刑罚。1951年5月10日至5月15日在北京召开第三次全国公安会议，总结贯彻“双十指示”以来镇反运动的情况，贯彻中央谨慎收缩方针，部署当前斗争任务。毛泽东、彭真等中央领导出席了会议。会议的决议中宣布：“对于没有血债，民愤不大和虽然严重地损害国家利益尚未达到最严重的程度、而又罪该处死者，应当采取‘判处死刑，缓期二年执行，强迫劳动，以观后效’的政策。”5月，中共中央决定实行谨慎收缩的方针，集中力量处理积案。“在今后镇压反革命斗争中”，“除现行犯外，捕人批准权收回到地专一级，杀人批准权收回到省级，如斗争情况需要，离省远者由省派代表去处理。”
到1951年10月，全国规模的镇压反革命运动基本结束。1951年9月11日至17日在北京召开了第四次全国公安会议，检查了贯彻、执行第三次全国公安会议精神的情况，总结镇压反革命运动的经验，研究、部署今后一个时期的工作任务。1951年底后，镇反运动逐渐让位于“三反五反运动”。

### 1952-1953年
一些地方，如广西省，镇反运动第二阶段从1951年11月至1952年8月，甚至1952年11月。这一阶段的主要任务是进一步深入发动群众，加强侦察破案和搜捕工作，清剿残匪，着重打击比较隐蔽和外逃的反革命分子。 镇反运动第二阶段结束时判定，广西省大部分地区镇反已经彻底或基本彻底，但尚有10％至15％的地区镇反不彻底， 其中约有1％的区域未开展镇反运动。镇反不彻底或未开展镇反的区域是：水上船只、沿海地区、边境地区和省、专、县之山区结合部以及星星点点的区、乡。1952年10月12日至18日在北京召开第五次全国公安会议，检查第四次全国公安会议决议的执行情况，研究确定在全国范围内全部完成镇反运动任务的部署，并研究建设公安部门政治工作的问题。 
镇反运动第三阶段从1952年12月至1953年10月。这一阶段着重对前两个阶段打击反革命势力不彻底的地区和方面进行“补课”，在水上船只开展镇反工作，在边境地区、边沿结合部打击残敌，全面取缔反动会道门。水上镇反运动紧密结合民船民主改革，贯彻“先管后改”、“改了再管”的方针，采取先行试点，取得经验，稳步铺开的方法。镇反运动到1953年才逐渐结束。此后中华人民共和国特赦了部分人员。

## 历史影响

### 整肃人数
镇反运动中，一贯道等“反动会道门”被取缔，国民政府残余势力、袍哥、青帮、洪门等帮会组织在中国大陆被基本肃清。镇压反革命运动、土地改革運動與抗美援朝戰爭三者同時進行，彼此協調，被中国官方称为“三大运动”。在1950到1953年間，中國共產黨在镇反和土地改革运动中處決了大批人士，还有部分被捉拿關押，部分農村武裝力量反抗而變成地方上的內戰，而所有反抗在1953年後平息，剷除了反對者，巩固了新生的政权。
- 1954年1月，中华人民共和国公安部副部长徐子荣的报告称：镇反运动以来，全国共捕262万余人，其中“共杀反革命分子712,000余名，关了1,290,000余名，先后管制了1,200,000余名。捕后因罪恶不大，教育释放了380,000余名。”以被处决人数71.2万这个数字来计算，占当时全国5亿人口的千分之一点四二。[4][6][7][8][38]

- 有文献记载，1956年4月，毛泽东在中共中央政治局扩大会议上说，镇压反革命总共杀、关、管了200-300万人[39]。

- 1996年，中共中央党史研究室等4个部门合编的《建国以来历史政治运动事实》的报告称：从1949年初到1952年2月进行的“镇反”中，镇压了反革命分子1,576,100多人，其中873,600余人被判死刑[4][6][8]。
- 有学者估计镇反运动处决了100-200万人，甚至更多[7][9]。

### 冤假错案
在镇反运动中，许多中華民國國軍投诚官兵和中共地下党员也被当作反革命分子“杀”、“管”、“关”，如朱自清的儿子朱迈先，早年追随中共，投身地下党推翻国民党活动，八年抗战期间亦因中共指派随宣传团集体參加了国军，第二次国共内战后期并策动桂北国民政府军政人员起义成功，卻在镇反运动中被当成历史反革命判处死刑，执行了枪决，80年代获平反。1949年抗日名将池峰城策动军统北平站长徐宗尧起义，率所部参加“北平和平解放”，4月因“历史遗留问题”被关押审查，1955年3月16日池峰城在北京狱中病逝，1983年5月12日北京市公安局予以池峰城平反。武侠小说家金庸的父亲查枢卿、梁羽生的父亲陈信玉也是在镇反期间被处死的（80年代平反）。

## 历史评价

### 正面评价
中国大陆官方认为，中国共产党基本肃清了敌对势力分子，巩固了政权，维护了社会秩序，为第一个五年计划的开展奠定了基础。中共黨史研究專家楊奎松認為這運動在相当程度上得到了多数中国大陆民众的认可和赞同。

### 负面评价
台湾等地部分与中国大陆官方持不同政见学者认为，镇压反革命运动是毛泽东领导的中国共产党犯下的“第一宗滔天罪行”，目的是鞏固新政权，不顧人民生死，自相殘殺。